# José Villalba Rubio
José Eduardo Villalba Rubio (Toledo 1882 – Madrid, 1960) fue un militar español que luchó en la guerra civil española a favor de la República. Recién ascendido a coronel, el estallido de la sublevación militar de julio de 1936 le cogió en Barbastro, al frente de la 2.º Media brigada de la 1.º Brigada de montaña. Mantuvo una actitud dubitativa durante los primeros días hasta que acabó por decantarse por la República. Con posterioridad fue jefe militar de Málaga cuando esta fue tomada por los sublevados en febrero de 1937. Pertenecía a una familia de honda raigambre militar: hijo de José Villalba Riquelme, que fue ministro de la Guerra, escritor y fundador de la Legión Española, la mayoría de sus hermanos —Álvaro, Ricardo, Antonio y Fernando—, salvo Carlos (que murió en la guerra de Marruecos), fueron oficiales que combatieron en el bando franquista.

## Biografía

### Sus inicios
Ingresó en la Academia de Infantería de Toledo como alumno el 31 de agosto de 1904 y sale con el grado de 2.º Teniente el 13 de julio de 1908, por lo tanto tuvo a su padre como coronel director de dicha academia. Tras un corto periodo de tiempo en Barcelona en el Batallón de Cazadores «Alfonso XII» n.º 15 se incorpora al teatro de operaciones de África.

### Guerra de Marruecos
El 15 de julio de 1909 salió junto a su batallón camino de Melilla, incorporándose seguidamente a la columna que mandaba el coronel Ignacio Axo, que entra inmediatamente en campaña; es el bautismo de fuego de este militar y desde ese momento ya no dejará de combatir en los escenarios marroquíes durante casi veinte años. Recibe su primera Cruz de 1.ª Clase del Mérito Militar con distintivo rojo por los méritos contraídos en los combates mantenidos el 27 de julio en la Loma de Aif-aixa, barranco del Lobo, estribaciones del Gurugú.
Asciende a primer teniente en propuesta extraordinaria y comienza un periplo por diferentes cuerpos –Batallón Cazadores «Alfonso XII» n.º 15, Regimiento de Infantería «Isabel I» n.º 32, Regimiento de Infantería «Ceriñola» n.º 42, Regimiento Infantería «Serrallo» n.º 69, en las fuerzas indígenas de Melilla, en el regimiento de Infantería «Alcántara» n.º 58– durante los años 1909-1913. Destinado en las fuerzas de policía indígena de Melilla entre 1913-1915, antecesoras de las fuerzas Regulares, recibe numerosas citaciones por hechos distinguidos en combate.
Tras un corto destino en Barcelona regresa a África, al Gabinete Militar del Alto Comisario de España en Marruecos, en la Jefatura del Estado Mayor del Ejército de España en África. Más tarde fue destinado al grupo de Fuerzas Regulares Indígenas de Tetuan n.º 1 en donde presta servicio hasta primeros de 1919, en que pasa a ser instructor de la Mehal-la Jalifiana, haciéndose cargo de la 4.ª Mia de Infantería y entrando inmediatamente en combate engrosando la columna del teniente coronel Alberto Castro-Girona. En dicha situación, al frente de una Mia de la Mehal-la Jalifiana, combatió para restaurar las posiciones españolas tras el Desastre de Annual y junto a su padre y hermanos tuvo una activa participación en la historia militar de la guerra de Marruecos.
Combatió en la campaña de 1924-25 al mando de la 3.ª Bandera de la Legión Española –que había fundado su padre, José Villalba Riquelme cuando fue Ministro de la Guerra en 1920– recibiendo numerosas condecoraciones y varias heridas, siendo felicitado de forma oficial en numerosas ocasiones.

### Desembarco de Alhucemas
El 8 de septiembre de 1925 se inicia el desembarco de Alhucemas y en primera línea al mando de las Harcas de Regulares va el Comandante José Villalba junto a las tropas legionarias al mando de teniente coronel Francisco Franco. Tras la batalla es destinado a mandar la segunda Bandera de la Legión Española. Combate por toda la zona del Protectorado Español en Marruecos recibiendo numerosas condecoraciones y varias heridas, siendo felicitado de forma oficial en numerosas ocasiones.
Posteriormente asciende a teniente coronel y es destinado a la Guarnición de Ronda, saliendo de los escenarios africanos.

### Guerra Civil
A principios de 1936 es ascendido a coronel, y en abril es nombrado jefe de la 2.º Media brigada de la 1.º Brigada de montaña, con sede en Barbastro y cuyos batallones estaban desplegados en Barbastro y la Seo de Urgel.
Durante los meses siguientes tiene conocimiento de la preparación de la sublevación y se muestra partidario de ella. Por tradición familiar, todos sus hermanos, primos, tíos y hasta sus dos hijos estuvieron del lado de los sublevados, por sus convicciones políticas y por su forma de entender España estaba con el bando que se iba a sublevar. Se reunirá con Miguel Cabanellas un par de veces y prepara la revuelta en Barbastro. Se concretaron actividades en caso de que se produjera dicha sublevación: el coronel Villalba se haría cargo de todas las tropas y del mando de la Guardia Civil, y declararía el estado de guerra a favor de la sublevación. No obstante, al producirse la sublevación, cambió de idea sin que se conozcan bien los motivos, aunque quizás pudo deberse a la incomunicación con respecto a los demás sublevados, a la presión anarquista incluso dentro de sus propias tropas, a la falta de unidad entre sus oficiales y al fracaso de la sublevación en Madrid y Barcelona. Según comentaría más tarde el general Emilio Mola, el organizador del golpe militar:

...hubo defecciones por cobardía y las hubo por traición, y por algo más: tal, por ejemplo, el caso del flamante General de División José Eduardo Villalba Rubio, que exigió veinte mil duros ¡Cien mil pesetas! para sublevar la guarnición de Barbastro, cantidad que, como es lógico, no le dimos.

Posteriormente, en el consejo de guerra por auxilio a la rebelión militar al que se vio sometido el coronel José Eduardo Villalba Rubio, se comprobó que este dato era falso. Pronto se puso en acción, y avanzó con sus tropas sobre Huesca. Por su experiencia se le otorgó el mando de todas las unidades que asediaban Huesca, realizando ataques contra la ciudad en septiembre y en octubre sin llegar a conquistarla. Pronto tuvo alguna discusión con los jefes anarquistas, caso de Durruti, por la forma de llevar la lucha en el Frente de Aragón. En algunos documentos de este periodo aparece como jefe del Frente de Aragón, pero este cargo ni le fue otorgado oficialmente ni llegó a desempeñarlo, ya que toda su labor se centró en torno a Huesca. El 16 de diciembre de 1936 Villalba pasa a mandar la 2.ª División del recién creado Ejército Popular de Cataluña, con cabecera en Gerona, cargo de tipo administrativo, dejando el cerco sobre Huesca.
El 4 de enero de 1937 se le nombró jefe del sector de Córdoba, en sustitución de Hernández Saravia. Al producirse el ataque rebelde sobre la costa malagueña el 14 de enero, Martínez Monje, jefe del Ejército del Sur, se dirige a la zona, y ante la deficiente organización militar decide sustituir al jefe del sector, Hernández Arteaga, por Villalba, que se incorpora a su puesto hacia el 23 de enero. Hacia el 1 de febrero de 1937 es nombrado jefe del Ejército del Sur, en sustitución de Martínez Monje, aunque mantiene el mando directo sobre el sector de Málaga. Cuando se produce la ofensiva rebelde sobre dicha ciudad, no puede evitar que esta caiga, retirándose de la misma el día 8. Ante esta retirada, José Asensio Torrado, subsecretario del Ministerio de la Guerra, le ordena que vuelva a la ciudad, ya que esta no ha caído aún, pero Villalba desobedece dicha orden. Con los restos de las unidades intenta fijar el frente en la provincia de Granada, pero solo la llegada de refuerzos a la zona frenará la ofensiva de los sublevados. Como dato curioso, al huir de Málaga, dejó al parecer entre sus pertenencias la mano incorrupta de Santa Teresa de Jesús, la cual pertenecía a las Carmelitas de Ronda. Dicha reliquia le será entregada a Franco, que la poseerá hasta su muerte.
Tras la pérdida de Málaga varios militares, como los generales Asensio Torrado, Martínez Monje y Toribio Martínez Cabrera, junto con el propio Villalba, serán juzgados por traición. Ya el 21 de febrero de 1937 es cesado de su cargo en el Ejército del Sur, y días después se dicta un auto de procesamiento contra él. Permanecerá entonces en prisión hasta casi el final de la guerra, siendo entonces rehabilitado y nombrado comandante militar de Gerona en febrero de 1939, en cuyo cargo organiza la retirada a Francia de los restos del ejército republicano.

### Exilio y últimos años
El 12 de febrero salió hacia Francia, permaneciendo en dicho país hasta 1950, año en que regresó a España, siendo juzgado, condenado y posteriormente indultado, al concurrir en su persona «clara desafección al bando rojo, que el procesado auxilió en momentos críticos a personas afines a la Causa Nacional y que había manifestado en numerosas ocasiones que no compartía las ideas predominantes en la zona de nuestra Patria que estuvo bajo la dominación roja», según la sentencia del Consejo de Guerra, reconociéndosele el grado de Coronel en la reserva con los estipendios correspondientes.

## Familia
Era hijo del general José Villalba Riquelme —ministro de la Guerra en los años 1919-1920— y de Luz Rubio Rivas, tuvo cinco hermanos todos ellos militares: Álvaro, Ricardo, Antonio, Carlos y Fernando. Tuvo, además, cuatro hermanas: Luz, Adela, María Luisa e Isabel, casadas con oficiales del Ejército español.
Casó con María Luisa Gómez-Jordana y Sousa, hija del Capitán general Francisco Gómez-Jordana Sousa —alto comisario del Protectorado español de Marruecos y ministro de Asuntos Exteriores en el gobierno de Franco— y tuvo dos hijos Carlos Villalba Gómez-Jordana y José Luis Villalba Gómez-Jordana, oficiales del ejército español. José Eduardo Villalba Rubio está vinculado a dos dinastías de gran tradición militar que dieron a España insignes militares y a su vez sus hijos también siguieron la carrera de las armas.

## Condecoraciones
- Medalla conmemorativa de los sitios de Zaragoza
- Medalla Militar colectiva de la Mehal-la de Tetuan y Legión Extranjera
- Distintivo de permanencia durante 15 años en tropas de choque
- Siete Cruces de 1.ª Clase del Mérito Militar con distintivo rojo
- Doce Cruces Rojas sencillas
- Medalla de Melilla con el pasador de Beni-bu-Gador
- Cuatro Cruces de 1.ª Clase de María Cristina
- Cinco medallas de sufrimientos por la Patria
- Medalla de África
- Medalla de servicios especiales en tropas de Policía Indígena e intervenciones militares
- Pasador de Melilla en la Medalla de la Campaña de Melilla
- Medalla de Marruecos con el pasador “Tetuan”
- Cruz de San Hermenegildo
- Placa de San Hermenegildo concedida con fecha de julio de 1927
- Cruz Roja al Mérito Naval
- Tres ascensos por méritos de guerra
- Siete veces propuesto para ascenso por méritos de guerra
- Gran Cruz de Oficial de la Legión de Honor de la República Francesa.